# Entente Sportive Basket Villeneuve d'Ascq-Lille Métropole
L'Entente Sportive Basket Villeneuve d'Ascq-Lille Métropole (spesso abbreviata in ESBVA-LM) è una società femminile di pallacanestro con sede a Villeneuve-d'Ascq, in Francia.

## Storia
È stata fondata nel 1988 con il nome Entente Sportive Basket Villeneuve d'Ascq, dalla fusione di Flers OmniSports e Association Laïque d'Annappes; ha assunto la denominazione attuale nel 2002. Gioca presso l'impianto Le Palacium; i suoi colori sociali sono il rosso e il bianco.
Nel corso della sua storia la squadra ha disputato sei edizioni dell'EuroLeague Women e otto dell'EuroCup Women.
Il 2 aprile 2025 vince la seconda Eurocoppa della sua storia.

## Roster 2022-2023
| ESB Villeneuve-d'Ascq | ESB Villeneuve-d'Ascq |
| Giocatrici            | Staff tecnico         |
| --------------------- | --------------------- |

| 3  | Stati Uniti (bandiera) | G | Kamiah Smalls       | 1998 | 178 cm |  |  |
| 24 | Belgio (bandiera)      | A | Hind Ben Abdelkader | 1995 | 177 cm |  |  |

| Allenatore                       |
| - Nessuno                        |
| Assistente/i                     |
| - Nessuno Legenda - (C) Capitano |

## Palmarès
- Campionato francese: 2

2017, 2024
- EuroCoppa: 2

2015, 2024-25